# Echarlens
Echarlens é uma comuna da Suíça, no Cantão Friburgo, com cerca de 584 habitantes. Estende-se por uma área de 4,61 km², de densidade populacional de 127 hab/km². Confina com as seguintes comunas: Bulle, Corbières, Marsens, Morlon, Riaz, Villarbeney, Villarvolard, Vuadens.
A língua oficial nesta comuna é o Francês.